# Portugália földrajza
Portugália földrajza az Ibériai-félsziget földrajzának része, annak mintegy 15%-át foglalja el. A félsziget délnyugati részén, az Atlanti-óceán partjai mentén fekszik. Keleti szomszédja Spanyolország. Az ország része még közigazgatásilag Madeira és az Azori-szigetek.
Portugália a szárazföldi Európa legnyugatibb országa. Téglalapként terül el az Ibériai-félsziget délnyugati sarkában, legnagyobb észak-déli kiterjedése 561 km, kelet-nyugati irányban 218 km. Területe (92 391 km²) kissé elmarad Magyarországétól.
Túlnyomó részét a paleozoikumban kialakult és azóta lepusztult, lealacsonyodott spanyol Mezeta fennsík nyúlványai foglalják el. A keletre elterülő spanyolországi fennsíkon még hosszan alsó–középső szakasz jellegű folyók a fennsík pereméhez érve felsőszakasz-jellegűvé válnak, és zuhatagok sorával ereszkedtek le Portugália tengerparti síkságára. Az energiájukat kiaknázó vízi erőműveknek köszönhetően ezek a folyórészek mára víztározók sorozataivá alakultak. Fő folyói északról délre haladva a Minho, a Duero, a Mondego, a Tajo és a Guadiana.

## Geológia
A mai Portugália geológiai alapjai a Gondwana idején jöttek létre. Az ibériai-lemez az asszinti orogén ciklus idején alakult ki a kései neoproterozoikumban, mintegy 650–550 millió évvel ezelőtt a Gondwana szélén. Csak a kainozoikumban csatlakozott az ibériai lemez a mai Dél-Franciaországhoz, így vált Európa félszigetévé. A késői oligocéntől Ibéria együtt mozog az eurázsiai-lemezzel. Portugália déli részét a jelentős szeizmikus aktivitást generáló azori-gibraltári törésvonal határolja el Afrikától.

## Földrajzi felosztása
Földrajzi jellegzetességei alapján Portugália három nagy területre osztható.

### Észak-Portugália
Portugáliának a Douró folyótól északra eső részét kristályos kőzetekből álló, Spanyolországból áthúzódó fennsík foglalja el, amelynek peremét a zuhatagos folyók völgyekkel és medencékkel gazdagon tagolt hegyvidékké szabdalták. Az Atlanti-óceán felől érkező csapadék évi mennyisége még az alacsonyabb térszíneken is megközelíti az 1000 mm-t, 1200-1400 m tengerszint feletti magasságban pedig már 3000 mm-ig emelkedik. A tél enyhe (8-10 °C), a nyarakat is enyhíti az óceáni hatás. Az eredeti örökzöld tölgyesek és bükkösök helyét sokfelé hangafélékkel benőtt fenyérek vagy teraszos szántóföldek foglalták el.
A sziklás tengerparton eredetileg halászfalvak, ma inkább fürdőhelyek sorakoznak, beljebb sűrűn tanyavilágban él a lakosság. A hegység magasabb övezeteiben nagyobb halmazfalvak is találhatók.
A kisparaszti gazdaságok rendkívül elaprózottak: az 1-3 hektáros birtokok gyakran 5-10 tagból tevődnek össze. A gondosan művelt, gyakran öntözött, tengeri moszattal, halliszttel is trágyázott parcellákon főként kukorica terem, amely itt kenyérgabonának is számít. Hagyományosan Észak-Portugáliában található a főként igavonásra tenyésztett szarvasmarha-állomány túlnyomó része. A hegység magasabb övezetében a kukorica a rozsnak és a burgonyának adja át a helyét, a gyér erdőségekben és a kiterjedt bozótosokban pedig juhnyájak legelnek. A Douróra és a mellékfolyóira tekintő hegyoldalakon teraszos szőlőültetvények helyezkednek el, ezekből erjesztenek Porto gránitpincéiben nehéz vörösbort.
Észak-Portugália az ország történelmi magterülete, ahonnan a nevét is kapta. Az itt élő szegényparasztság adta évszázadokon át a gyarmatokra és más vidékekre kivándorlók zömét. Később a munkaerő-potenciál és a hagyományosan fejlett kézműipar számos textil-, bőr- és élelmiszer-ipari kisvállalkozás, ritkábban fémfeldolgozó, fa- és vegyipari üzemek letelepülését indította el. A sokoldalú, de kevéssé termelékeny ipar központja, a Douro jobb partján a torkolat közelében épült Porto városa lett.

### Közép-Portugália és a Tejo torkolatvidéke

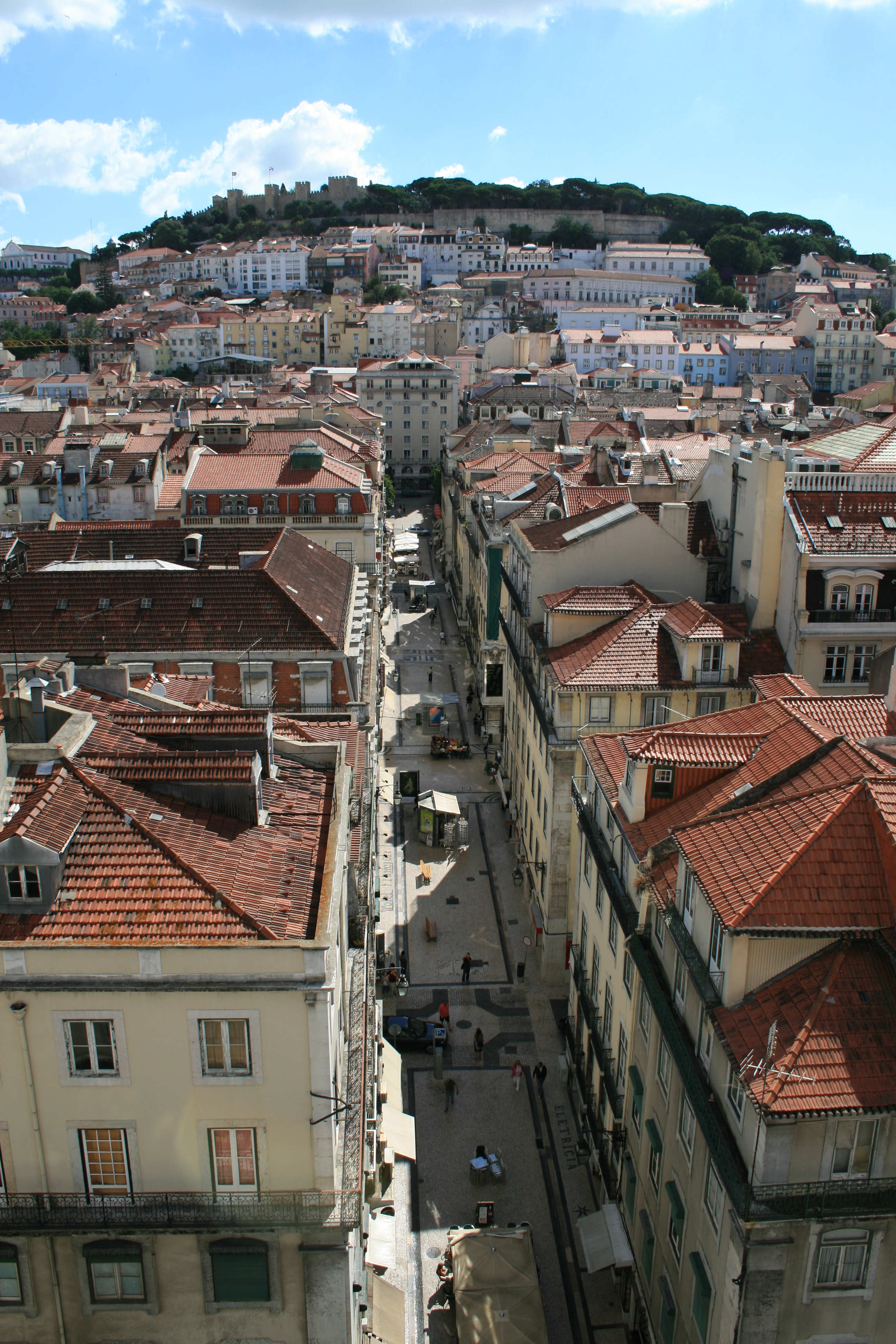
Lisszaboni látkép

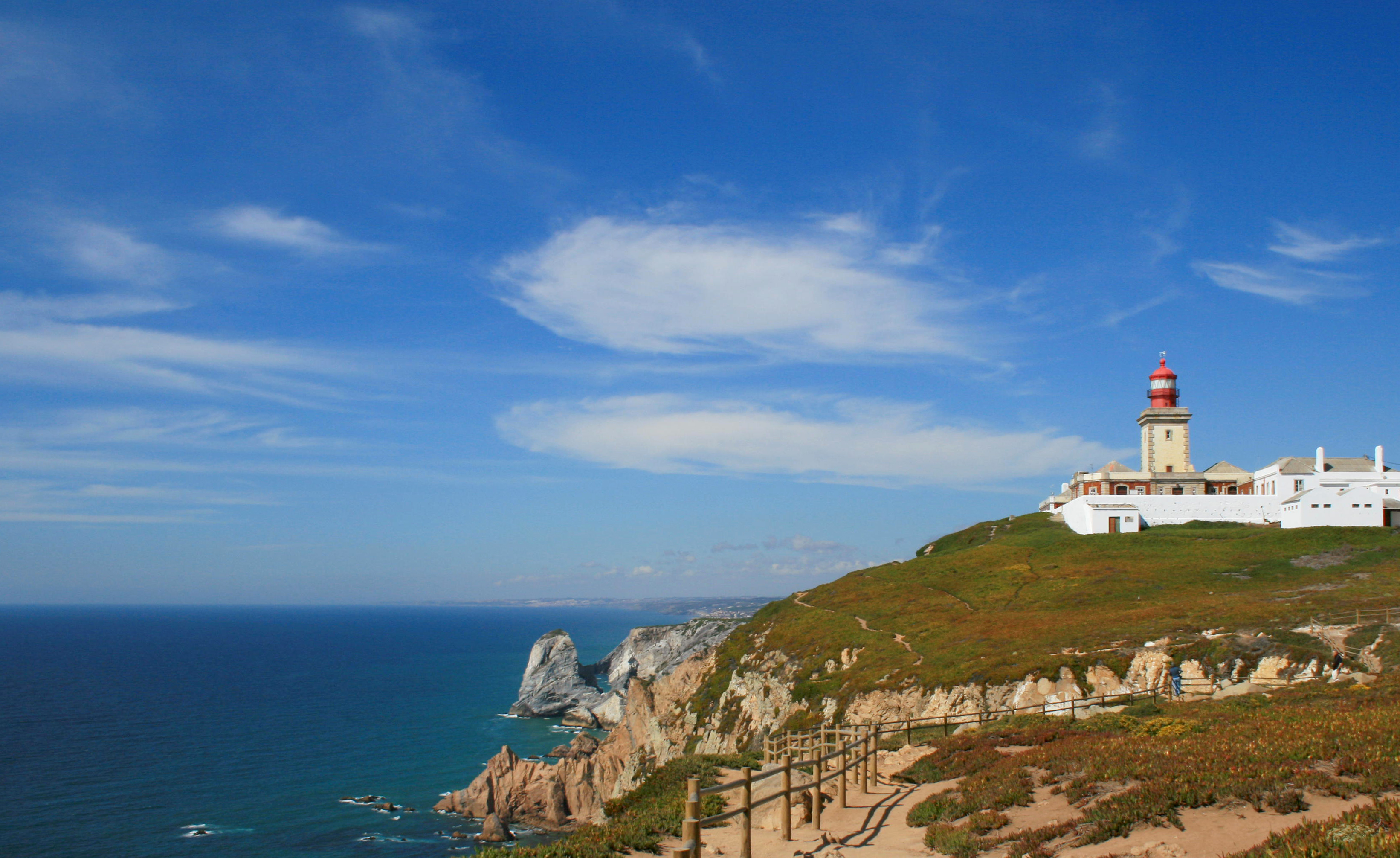
Cabo da Roca, az európai szárazföld legnyugatibb pontja

A Douro és a Tejo között elterülő Közép-Portugália átmenetet képez az északi és déli országrészek között. Részben egybeesik a Centro régió nevű statisztikai területi egységgel. Tengerpartja lapos, turzásos, kikötésre alkalmatlan; mögötte széles síkság terül el, majd az erdős Portugál-választóhegység (Serra da Estrela) emelkedik 1991 m magasságig. A kukoricatermesztést itt lassan a búza váltja fel, a szőlő mellett dél felé mind gyakoribbak az olajfaligetek és paratölgyesek, a tanyarendszert falvas településhálózat váltja fel, és mind nagyobb teret kapnak a nagybirtokok. A spanyol határ közelében található a Gardunha hegység természetvédelmi területe. 
A középső régió kereskedelmi központja a gyümölcsösökkel és olajfaligetekkel övezett Coimbra a Serra da Estrela nyugati lábánál. 1290-ben alapított egyeteme Európában a legrégebbiek közé tartozik. A városnak jelentős gyapjú- és élelmiszeripara van. A Serra da Estrela délkeleti lejtőjén fekvő Covilha is egyetemi város, a gyapjúszövés régi központja, és a télen hóborította hegyvidék idegen forgalmának centruma. Néhány kisebb város ipara építőanyagok (cement, üveg, a házak díszítésére használt tradicionális kék csempe, az azulejo) előállítására szakosodott. A népesség és a gazdaság súlypontja egyre inkább a tengerparti urbanizációs tengely felé tolódik el.
Közép- és Dél-Portugália határán, a tágas tölcsértorkolati öböllé szélesedő Tejo dombos északi partján, az óceántól 15 km-re fekszik a főváros, Lisszabon, Portugália kiemelkedő kereskedelmi, ipari és innovációs központja. Az uralkodó könnyűipar mellett a nehézipar több ága (olajfinomítás, hajóépítés, elektrotechnika, cementgyártás, gyógyszervegyészet) is megjelent itt. A Tejo torkolata feletti első függőhíd megépítése (1966) óta a déli oldalon is megindult az elővárosok fejlődése. Itt működik az ország vezető vaskohászati kombinátja (Seixal városában). A Tejo-torkolat déli partján épült vegyi üzemek dolgozzák fel Alentejo piritjének egy részét is (Barreiro: kénsav, műtrágya előállítása).
Setúbal a körzet déli peremén, a Sado folyó torkolatánál fekvő kikötőváros. Legfontosabb hagyományos iparága a halkonzervgyártás: az olívaolajat a környék olajűtőiből, a sót a tengerparti szalinákból kapja. Az ország EU-csatlakozása a szerkezetváltásra kapott támogatást kihasználva néhány más iparág, mint az autógyártás is megtelepedett a városban.
Lisszabontól nyugatra, a portugál „naposparton” fényűző üdülőhelyek egész sora jött létre, a legnevesebb közülük Estoril. A közelben található a portugál és egyben az európai szárazföld legnyugatibb pontja, a Cabo da Roca.

### Dél-Portugália: Alentejo és Algarve
A Tejótól az Algarvéig húzódó gyéren lakott Alentejo az ország legegyöntetűbb, egyhangú tája. A kristályos alapzatot itt már többnyire üledékes kőzetek borítják, és az alacsony fennsíkból csak néhány röghegység emelkedik ki. A csapadék mindössze évi 500-750 mm, és nyáron 3-5 hónapon át tart a szárazság. Bár a Tejo mentén működik néhány nagy öntözőrendszer, a roppant latifundiumokon folyó külterjes szárazgazdálkodás uralkodó maradt. A termékenyebb terra rossa talajokon általában napraforgó- és búzatáblák találhatók; ezeket is hagyományosan ugarolással művelték.
Az Alentejo délnyugati részén tenyésző, laza állományú paratölgyesekből kerül ki Portugália parafatermelésének 60%-a. Kelet felé a paratölgy mellett az olajfa is gyakoribbá válik, árnyékában ugarolással búzát termesztenek. A gyéren lakott régió központja Évora egyetemi város.
Portugália legdélibb részén, Algarve táján a macchiával borított 906 méterig emelkedő Monchique-hegység uralkodik. Déli lábánál termékeny terra rossával fedett 5–20 km széles parti síkság húzódik, amely száraz, forró mediterrán éghajlatával Andalúziára vagy Észak-Afrikára emlékeztet. Algarve hagyományos gazdálkodása sokszínű, itt ismét a kisbirtokok, a szórványtelepülések és a kis mezővárosok a jellemzőek. A lankás lejtőkön, a házak körül mandula, füge, őszibarack és olajfa virul, a termékeny síkon pedig a mórok ideje óta kutakból öntözött parcellákon igen sok déligyümölcs és korai zöldség terem. Helyenként cukornád- és banánültetvények is vannak. A tengerpartot sókitermelő telepek szegélyezik. A parti városkákat a halászat hozta létre, de a 20. század végétől az idegenforgalom élteti.

## Fordítás
- Ez a szócikk részben vagy egészben  a   Geography of Portugal című angol Wikipédia-szócikk ezen változatának fordításán alapul.  Az eredeti cikk szerkesztőit annak laptörténete sorolja fel. Ez a jelzés csupán a megfogalmazás eredetét és a szerzői jogokat jelzi, nem szolgál a cikkben szereplő információk forrásmegjelöléseként.

## Kapcsolódó szócikk
- Portugália éghajlata